# Spathandra blakeoides
Spathandra es un género monotípico de plantas con flores pertenecientes a la familia Melastomataceae. Su única especie: Spathandra blakeoides, es originaria de África occidental.  

## Descripción
Es un árbol, que a veces alcanza más de 20 m de alto por l.70 m de circunferencia, pero a menudo solo desarrolla un crecimiento arbustivo, encontrándose en el bosque pantanoso, por las orillas de los ríos y lagunas, desde Senegal al S Nigeria y en  Cabinda. Las flores son de un atractivo color azul, el follaje es decorativo.

## Taxonomía
Spathandra blakeoides fue descrita por (G.Don) Jacq.-Fél. y publicado en Adansonia: recueil périodique d'observations botanique, n.s. 18(2): 225, t. 2A. 1978.
Sinonimia
- Memecylon blakeoides G. Don
- Memecylon caeruleum (Guill. & Perr.) Hook. f.
- Memecylon mannii Hook. f.
- Memecylon millenii Gilg
- Memecylon nitidulum Cogn.
- Memecylon ogovense A. Chev.
- Memecylon purpureo-coeruleum Gilg
- Memecylon spathandra Blume
- Memecylon strychnoides Baker f.
- Memecylon tessmanii Gilg ex Engl.
- Spathandra caerulea Guill. & Perr.[2][3]